# 740 Cantabia
740 Cantabia је астероид главног астероидног појаса са пречником од приближно 90,90 .
Афел астероида је на удаљености од 3,397 астрономских јединица (АЈ) од Сунца, а перихел на 2,699 АЈ.
Ексцентрицитет орбите износи 0,114, инклинација (нагиб) орбите у односу на раван еклиптике 10,836 степени, а орбитални период износи 1944,261 дана (5,323 година).
Апсолутна магнитуда астероида је 8,97 а геометријски албедо 0,055.
Астероид је откривен 10. фебруара 1913. године.